# コプト語

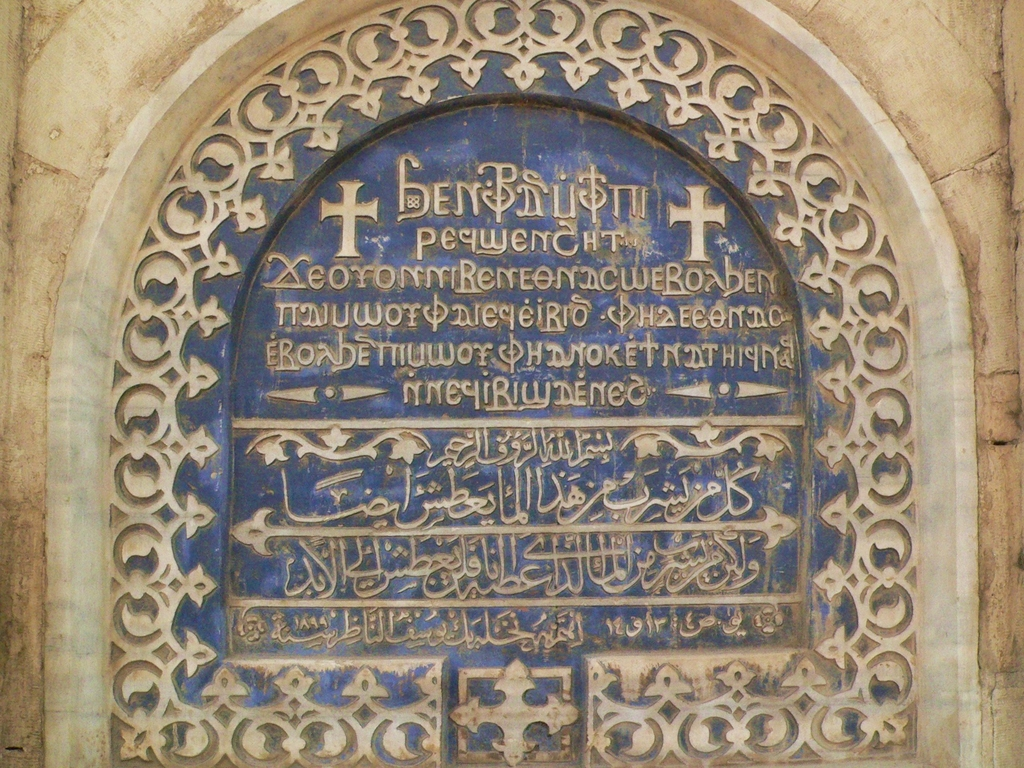
コプト・エジプト語（上）とアラビア語（下）で書かれた碑文

コプト語（英語: Coptic, コプト語: Ⲙⲉⲧⲣⲉⲙ̀ⲛⲭⲏⲙⲓ met rem en kīmi）もしくはコプト・エジプト語 (Coptic Egyptian) は、4世紀以降のエジプト語をさす用語である。この時期のエジプト語は当時のエジプトを統治していた東ローマ帝国の公用語であるギリシア語の影響を語彙・文法・表記などの面で強く受けており、この時代以降のエジプト語の言語体系にも基本的にそれが引き継がれているため、この時期を境にそれ以前のエジプト語と区別している。
一般的にはコプト語と呼ばれているが、コプト語という独立した言語が存在しているわけではなく、あくまでもエジプト語の一段階である。
最古級の聖書翻訳のいくつかを含むコプト語訳聖書、グノーシス思想の重要文献であるナグ・ハマディ写本、『ケファライア』を含むマニ教文献など、古代末期の宗教を知る上で重要な文献がこの言語で書かれている。

## 歴史
コプト語はエジプト民族の本来の母語であるが、現在では口語としてはほぼ死滅状態にある言語である。これは7世紀のイスラームのエジプト征服に由来している。当時のエジプト人は東ローマ帝国の統治下にあり、公用語のギリシア語とその影響を強く受けた日常言語としての初期コプト語を使用するバイリンガリズム状態にあった。しかしイスラームの侵略と征服によりアラビア語が行政言語としてギリシア語にとって代わり、エジプト人は新たなバイリンガリズムにさらされることとなった。およそ3世紀〜4世紀の間はコプト語を日常言語とし、アラビア語を公的な言語とするこの種のバイリンガリズム（時にはかつての公用語であるギリシア語をも加えたトライリンガリズム）が継続したが、次第にアラビア語が優勢となり母語置換を起こすようになった。下エジプトでは遅くとも11世紀までにはアラビア語が支配的となり、上エジプトでも14世紀までにはアラビア語が支配的な日常言語として使われるようになった。アラビア語エジプト方言はこの過程で多少の借用語をコプト語、ギリシア語から受け入れたが、それ以外にほとんどこれらの基層言語から影響を受けることはなかった。
コプト語は、上エジプトでは17世紀まで少数のキリスト教徒の共同体の間で、日常言語として、また典礼の言語として保持された。ジャン＝フランソワ・シャンポリオンやアタナシウス・キルヒャーはコプト語からヒエログリフ解読を試み、エジプト学を始めた。しかし、イスラム政権の圧力により、次第にコプト語はキリスト教徒の間でも廃れていき、教会のわずかな儀礼などで使用されるだけとなった。現在ではコプト語の復活運動が起こっているが、日常言語としてコプト語を使用している家庭は数えるばかりであり、書記言語としての未来も不確かである。日本では大阪外国語大学（現・大阪大学外国語学部）の福原信義などが口語コプト語の研究と記録を通し、この言語の復興に取り組んでいる。母語としての口語コプト語と教会の言語としての文語コプト語には多少の差異がある。
なお、現在のエジプトでは脱イスラーム化が推進されているが、6000年にも及ぶ自国の歴史を象徴し、イスラーム以前から連綿として続く民族固有の言語であるエジプト語の保存と復興については何ら対策を講じていない。未だにエジプトでは危機言語の保存はおろか言語学自体盛んではないため、コプト語の保全と復興の障害となっている。

## 言語の呼称

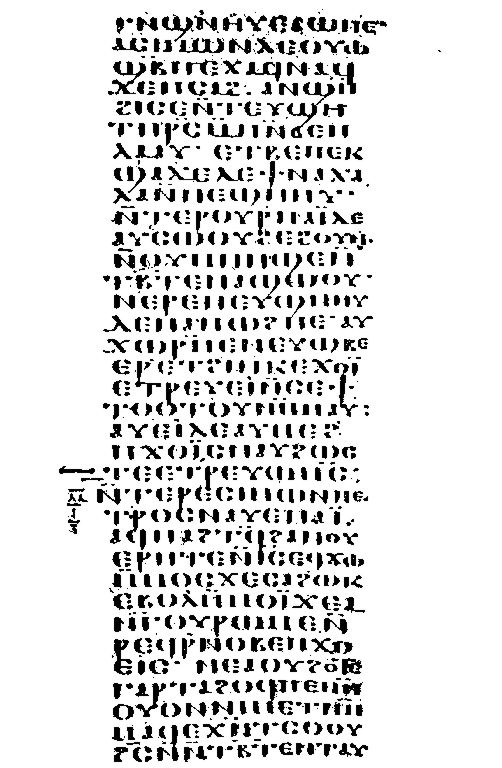
8世紀のコプト語の写本『ルカによる福音書』5章5—9節

コプト語でこの言語は、サイード方言で ⲙⲛ̄ⲧⲣⲙ̄ⲛ̄ⲕⲏⲙⲉ（[mn̩trm̩n̩kemə]）、ボハイラ方言でⲙⲉⲧⲣⲉⲙ̀ⲛⲭⲏⲙⲓ（再構音: [mətrəmn̩kʰemɨ]、教会改革発音: [mɛtrɛmʔɛnkiːmi]）と呼ばれる。語頭の ⲙⲛ̄ⲧ- / ⲙⲉⲧ- は、動詞 ⲙⲟⲩϯ mouti「話す」から派生した、抽象名詞を形成する接頭辞であり（「言語」等に関係するものだけに限らない）、直訳すれば「エジプトの人々の言葉」という意味である。他にも、ギリシア語由来の単語で、ⲙⲛ̄ⲧⲕⲩⲡⲧⲁⲓⲟⲛ mentkuptaion ⲙⲉⲛⲧⲁⲓⲅⲩⲡⲧⲓⲟⲛ mentaiguption「エジプトの言葉」という名称もある。また、サイード方言には ⲗⲟⲅⲟⲥ ⲛ̄ⲁⲓⲅⲩⲡⲧⲓⲟⲥ「エジプトの言語」という呼び方もあるが、 ⲗⲟⲅⲟⲥ（言語）も ⲁⲓⲅⲩⲡⲧⲓⲟⲥ (エジプト）も共にギリシア語由来の単語である。「コプト」という語はこの ⲁⲓⲅⲩⲡⲧⲓⲟⲥ が変化したものである。コプト正教会の礼拝では、この言語を正式には Ⲧⲉⲛⲁⲥⲡⲓ ̀ⲛⲢⲉⲙ ̀ⲛⲭⲏⲙⲓ tenaspi en remenkimi「我々エジプト人の言語」と呼んでおり、ⲁⲥⲡⲓ aspi は「言語」を表すエジプト語起源の単語である。

## 地理的分布
危機に瀕する言語であり、エジプトにおいても公的地位は確認されていない。しかし、コプト正教会やカトリック・コプト教会においては、正則アラビア語と並んで今日でも典礼言語として使用されている。アラビア語エジプト方言は借用語のほか、コプト語の形態論的、統語論的、音韻論的特徴を多少受け継いだ。コプト語の使用地域はエジプトに限られており、歴史上、エジプト国外に与えた影響は、紀元8世紀頃にヌビアで、古ヌビア語がコプト文字で表記されるようになったことのみで、現代ヌビア語にもコプト語からの多数の借用語がある。

### 他の言語への影響
アラビア語エジプト方言以外にも、正則アラビア語や聖書ヘブライ語に、コプト語からの少数の借用語がある。
- timsāḥ, تمساح（アラビア語）, תמסח（ヘブライ語） - 「ワニ」; コプト語 ⲉⲙⲥⲁϩ emsaḥ から。
- ṭūbah طوبة（アラビア語）, - 「レンガ」; サイード方言 ⲧⲱⲃⲉ to:be; ボハイラ方言 ⲧⲱⲃⲓ to:bi から。この語はアル・アンダルス＝アラビア語を通じてスペイン語に取り入れられ、天然建材の「アドベ」（スペイン語: Adobe）を表す語となり、アメリカ英語の adobe「日干しレンガ」の語源ともなっている。
- wāḥah واحة（アラビア語）, - 「オアシス」; サイード方言 ⲟⲩⲁϩⲉ waḥe, ボハイラ方言 ⲟⲩⲉϩⲓ weḥi から。

コプト語の単語の中には、ギリシア語に借用されたものもあり、またその中からさらに他のヨーロッパの言語に借用されたものがある。（例:「艀」を表す英語 barge はコプト語の ⲃⲁⲁⲣⲉ bari "小さな船"が語源）。しかし、ギリシア語や他のヨーロッパの言語に借用されたエジプト語の大半は、古代エジプト語の時代（特にデモティックの時代）に、直接借用されたものである。例えば、ギリシア語の ὄασις「オアシス」は、エジプト語の wḥȝ.t もしくはデモティックの wḥỉ が語源となっている。また、ギリシア語に借用されたエジプト起源の語が、コプト語に再借用された例もある。例えばコプト語の ebenos（"象牙"）と言う語は、ギリシア語の ἔβενος を語源としているが、もともとはエジプト語の hbny がギリシア語に借用されたものである。

## 書記体系

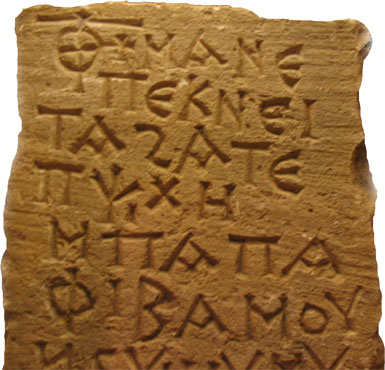
コプト文字の碑文

コプト語の表記にはコプト文字が使用される。これはギリシア文字にデモティック文字から派生したエジプト独自の文字を加えたもので、文字の数や書体は方言により差異がある。ギリシア文字起源のコプト文字の中には、ギリシア語起源の単語の表記にしか通常は用いられないものもある。
サイード方言では、文字の上に水平な横棒が表記される場合がある。これは [ɪ] または [ə] の音価を表しているものと考えられている。また、音節のはじまりとなる /i/ や /u/ の文字の上にウムラウトのような複点が表記される場合がある。ボハイラ方言には、「ジンキム」(djinkim) と呼ばれる、文字上にアクセント符号のような短い線が表記される場合がある。これは、サイード方言における水平の横棒と同じものか、声門閉鎖音を表すと考えられている。また本来のコプト語の表記法にはわかち書きがなく、単語と単語の切れ目が判断しづらいため、学習用のテキストなどでは便宜的に分かち書きが適用されている。

## 語彙
コプト語の語彙は、デモティック期のエジプト語から継承されたものが中心となっており、その他約3分の1がギリシア語からの借用語である。借用に際しては元のギリシア語の音韻や意味がエジプトで変化したものも多い。コプト語の文献には、ほぼ全ての語彙がギリシア語からの借用語で占められているものもあるが、これはコプト語の宗教文書の大半が、ギリシア語文献を翻訳したものだからであろう。
エジプト語に適当な訳語がなかったり、エジプトにはない新しい概念を表す語の場合は、ギリシア語の単語がそのまま借用された。またそのような語は、たとえ適当なエジプト語に翻訳可能であっても、キリスト教以前の異教文化を連想させるとしてギリシア語の単語がそのまま使用された。初期のコプト語の文献にはそのような語が多く見られる。
古い伝統的な信仰のキリスト教への変化は、コプト語の宗教用語にギリシア語からの借用語が多く入り込む要因となった。しかし、手紙や契約文書などの非宗教的なコプト語の文献に見られるように、人々の日常的な会話の中では、エジプト土着の性質がより多く保有されていたと考えられている。

## 音韻論
コプト語はエジプト語の歴史上で唯一、母音や強勢アクセントのパターンが完全に表記されている。コプト語の、この表記体系のおかげで、他の時期のエジプト語に比べ新エジプト語の音韻は比較的正確に知ることが出来る。また、かつてのコプト語の音韻は、イスラーム侵攻初期に書かれたアラビア語のパピルス文書からも知ることが出来る。これらの文書はコプト語がまだ日常的に使用されていた時代に、アラビア文字でコプト語の発音を表記したもの（またはその逆）だからである。

### 母音
コプト語で区別されている母音の数・種類は、時代や方言により少しずつ異なる。下はサイード方言（紀元400年頃）の母音の例である。
- 短母音: /e/, /a/, /o/, /i/, /ə/
- 長母音: /iː/, /eː/, /oː/, /uː/

上エジプトの方言では、共鳴音の子音の前の /e/ は文字で表記されず、文字の上に記される水平の横棒で表される。下エジプトの方言では、ⲉ（ボハイラ方言）、ⲏ または ⲩ（ファイユーム方言）で表される。例えば、/ʃemʃə/「礼拝する」は、上エジプト（サイード・アクミーム・リコポリス方言）ϣⲙ̅ϣⲉ に対し、ボハイラ方言 ϣⲉⲙϣⲓ、ファイユーム方言 ϣⲏⲙϣⲓ。なお、/e/ は場合により [ɪ] または [ə] とも発音される。
語末の強勢のない ⲉ は /ə/ として発音されるが（サイード方言）、北部の方言では /i/ となる（コプト文字 ⲓ）。
長母音の /uː/ は、コプト語の時代になって新たに加わった音素である。また、/o/ は、より口を広げてた発音の [ɔ] で発音されることもある。
/a/ は ⲁ で表される。これは場合により [æ] や [ɑ] として発音されることもある。
/ə/ は常に強勢のない音節に現れ、初期の文献ではしばしば [Ø] になっている。
また二重母音もいくつかある。主な二重母音— /aj/, /ɔj/, /aw/, /ew/ など。

### 子音
|          | 両唇音  | 唇歯音 | 歯茎音  | 後部歯茎音 | 硬口蓋音 | 軟口蓋音 | 軟口蓋音 | 咽頭音  | 声門音 |
| 口蓋化   | 両唇音  | 唇歯音 | 歯茎音  | 後部歯茎音 | 硬口蓋音 | 非口蓋化 |          | 咽頭音  | 声門音 |
| -------- | ------- | ------ | ------- | ---------- | -------- | -------- | -------- | ------- | ------ |
| 破裂音   | [p] [b] |        | [t] [d] |            | [c] [ɟ]  | [gʲ]     | [k] [g]  |         | [ʔ]    |
| 鼻音     | [m]     |        | [n]     |            |          |          |          |         |        |
| ふるえ音 |         |        | [r]     |            |          |          |          |         |        |
| 摩擦音   |         | [f]    | [s] [z] | [ʃ]        |          |          | [x]      | [ʕ] [ħ] | [h]    |
| 破擦音   |         |        |         | [ʧ]        |          |          |          |         |        |
| 接近音   | [w]     |        |         |            | [j]      |          |          |         |        |
| 側面音   |         |        | [l]     |            |          |          |          |         |        |

[p] と [b] は明確には区別されていない。初期のエジプト語にはあったこの2つの子音の区別は、紀元7世紀にイスラームがエジプトを征服した頃にはすでに失われていた。これらは新エジプト語、デモティック、コプト語において、交替可能な音素となっている。例えばコプト語の「鉄」は ⲡⲉⲛⲓⲡⲉ とも、ⲃⲉⲛⲓⲡⲉ とも、ⲃⲓⲛⲓⲃⲉ とも綴られる。さらにこれらは共に ⲫ や ϥ に取って代わられ、[f] に変化したものもある。また、ⲃ は多くの文献で /w/ を表すのにも使用されている。また、他の言語により書かれた資料の証拠からも [p] と [b] の区別が明瞭でなく、[p] は後に消滅したことが分かる。例えば、古典ギリシア語でのアヌビス神の表記では、[b] と [p] の表記が混在していることから、古代ギリシアの著述家たちがエジプト語を表記する際、当時のエジプト人が発音するのを聞いて、聞こえたとおりに文字にしたということが分かるのである。また、コプト語の研究者の中には、ⲃ の発音は有声両唇摩擦音 [β] であったと主張する者もいる。今日、コプト教会における礼拝では、ⲃ は [v] と発音されているが、これは19世紀にコプト語の発音方式に変革が起こったからである。
初期のエジプト語では区別されていた [s] と [z] は次第にあいまいになり、消滅したが、コプト語ではギリシア語からの借用語の中で再び [z] が現れた。例: コプト語 ⲁⲛⲍⲏⲃⲉ (anzībə) または ⲁⲛⲥⲏⲃⲉ (ansībə)「学校」。
その他、区別が明確でなくなった子音の組み合わせには、[t] と [d]、[k] と [g] があり、いずれも無声音の前者方が普通の発音である。また、特にファイユーム方言においては [r] と [l] の区別も明確ではない（これは初期のエジプト語の特徴である）。

## 文法
他のアフロ・アジア語族に属する言語同様、もともとエジプト語の構造は、屈折語であり、VSO型の総合的言語的なものであった。大きな変革が起こったのは新エジプト語の時代で、語順はSVO型に変化し、名詞の性、数がそれまでのように形態素ではなく、接頭辞により表示されるようになるなど、孤立語的な構造を示すようになった。コプト語期になり、言語の構造がさらに抱合語的な特徴も有するようになった。古代エジプト語では普通だった接尾辞による動詞の変化は、コプト語ではわずかな痕跡は認められるものの、全ての方言を通じてほぼ消滅している。例えば、古典的なエジプト語の stp.f「彼は選ぶ」と、同じ意味のコプト語の句 a.f.sotp ⲁϥⲥⲱⲧⲡ を比較すると、前者の -f と後者の -f- は、共に3人称単数男性を表す接尾辞であるが、前者では動詞 stp「選ぶ」に直接接尾しているのに対し、後者では助動詞 a に接尾し、その後に動詞の不定詞形が続く構造となっている。

### 名詞
全ての名詞は男性か女性の文法上の性と、単数と複数の数に分類される。古代エジプト語では、女性名詞は接尾辞 -t により男性名詞と区別されていた。コプト語では名詞の性を示すそのようなマーカーが消滅し、替わって名詞の前に置かれる冠詞により名詞の性が表されるようになった。不定冠詞には単数形に付くものと複数形に付くものがあり、定冠詞には男性名詞の単数形、女性名詞の単数形、複数形にそれぞれ付くものがある。多くのコプト語の名詞は、単数形と複数形で語形変化し、例外もあるが、男性名詞の複数形は /w/ で終わり、女性名の複数形は /wə/ で終わるものが多い。古代エジプト語に比べ、コプト語では双数形はごく限られた名詞にのみ現れる。例: ⲥⲛⲁⲩ /snaw/「2(数)」。
|          | 男性単数 | 女性単数 | 複数 |
| -------- | -------- | -------- | ---- |
| 定冠詞   | ⲡ        | ⲧ        | ⲛ    |
| 不定冠詞 | ⲟⲩ       | ⲟⲩ       | ϩⲉⲛ  |

同じアフロ・アジア語族のアラビア語などと同様に、エジプト語の形容詞は名詞の「ニスバ形」により形成されるものがほとんどである。ニスバ形とは名詞の終わりに -j が接尾された形である。例: コプト語 ϩⲣⲁ /hrɑ/「顔」 → ϩⲣⲁⲓ /hrɑj/「顔の」。また、名詞の修飾は形容詞のほかに関係節や、前置詞 n によってもなされる。例えば、ボハイラ方言で「エジプト人」を表す ⲣⲉⲙ̀ⲛⲭⲏⲙⲓ [rəmɪnkiːmi] は、名詞の rem-（ⲣⲱⲙⲓ rōmi「人」が、後に修飾部が続くために語形変化した形）が、所属を表す前置詞 n（英語の 'of' に相当）とそれに続く kīmi 「エジプト」により修飾され、全体で「エジプトの人」を表すという構造になっている。

### 代名詞
コプト語の人称代名詞には、接尾形と独立形の2種類がある。接尾形の人称代名詞の主な用法には、(1)一部の形態の動詞に接尾してその主語を表す、(2)身体の部位などの限られた名詞に接尾して所有を表す、(3)前置詞に接尾してその対象を表す、の3つがある。独立形の人称代名詞は、(1)1人称および2人称は名詞文における主語として、(2)名詞文または動詞文中の強調された主語、として用いられる。
|                               | 接尾形 | 独立形 |
| ----------------------------- | ------ | ------ |
| 1人称単数（わたし）           | -ⲓ     | ⲁⲛⲟⲕ   |
| 2人称単数男性（あなた）       | -ⲕ     | ⲛ̅ⲧⲟⲕ   |
| 2人称単数女性（あなた）       | -ⲉ     | ⲛ̅ⲧⲟ    |
| 3人称単数男性                 | -ϥ     | ⲛ̅ⲧⲟϥ   |
| 3人称単数女性                 | -ⲥ     | ⲛ̅ⲧⲟⲥ   |
| 1人称複数（わたし達）         | -ⲛ     | ⲁⲛⲟⲛ   |
| 2人称複数（あなたがた）       | -ⲧⲛ̅    | ⲛ̅ⲧⲱⲧⲛ̅  |
| 3人称複数（彼(女)ら・それら） | -ⲟⲩ    | ⲛ̅ⲧⲟⲟⲩ  |

## 方言
コプト語期以前のエジプト語の方言については、古代エジプト社会の政治的、文化的な中央集中的な性格から、残された記録により実情を知ることができない。しかし、古エジプト語〜中エジプト語（古典エジプト語）は、古王国の首都メンフィス周辺で話されていた下エジプト地域の話し言葉が反映されたものである。また、新エジプト語期には、テーベが新王国の文化的、宗教的中心地となったため、上エジプト、特にテーベ周辺の地域の話し言葉の影響が強まった。
コプト語期になると、いくつかの方言の存在が明確に確認されている。大きくは北部の地中海沿岸地域の方言、ヌビアに至るまでの南部の方言、そして西部のオアシス地方の方言に分けられる。各方言間には音韻、正書法などの伝統に差異があるものの、文法的な差異はほとんどない。ここでは、代表的な方言をいくつか挙げる。

### サイード方言
サイード方言（Sahidic, かつてはテーベ方言 (Thebaic) と呼ばれていた）は、コプト語の文献に用いられている方言で最も有名なもので、イスラーム期以前には最も勢力のある方言であった。もともとはヘルモポリス（Hermopolis, コプト語 Ϣⲙⲟⲩⲛⲉⲓⲛ Shmounein）周辺の話し言葉であった。紀元300年頃に聖書の翻訳などがこの方言で書かれ、6世紀までには語の綴りが標準化されて全エジプト中で使用されるに至った。コプト語を母語とする著述家のほとんど全てが、この方言で記述した。9世紀初めになるとボハイラ方言の勢力が強まり、14世紀にはサイード方言の勢力を凌ぐようになった。
他の方言の主な文献はギリシアの文学、宗教文書の翻訳が大半を占めるのに対し、サイード方言は唯一、エジプト独自の文学や、文学以外の文献が残されている方言である。これはサイード方言の特徴が、他の方言の特徴と共通する部分が多く、この方言に独特な部分が少ないこと、また、広範囲に亘る文献を有すること、そしてコプト人以外の研究者がコプト語を学習する際に学ばれる方言であることに起因する。

### ボハイラ方言
ボハイラ方言 (Bohairic)、またはメンフィス方言 (Memphitic) は、ナイル・デルタ地域の西部が発祥の地と考えられ、語彙や音韻に、他の方言には見られないエジプト語の古い特徴を保持している。最古のボハラ方言の写本は紀元4世紀のものであるが、多くの文献が残っているのは9世紀以降のものである。これは、エジプト北部の高湿度の気候が文献の保存状態に悪い影響を与えた結果かもしれない。ボハイラ方言は11世紀にサイード方言に替わってコプト正教会の典礼言語となり、今日に至っている。19世紀にコプト語の発音方式が改革された結果、現在、典礼で使用される発音には2つの方式がある（詳細はCoptic pronunciation reformを参照）。また、今日行われているコプト語の復興運動は、この方言の復興が中心となっている。

### アクミーム方言
アクミーム方言は、上エジプトの都市アクミーム (Akhmīm) 周辺の方言で、紀元4世紀から5世紀にかけて最も栄え、その後、消滅した。アクミーム方言はコプト語の方言の中で最も古い音韻体系を保持しており、例えば、音素 /x/ をもつ（これは他の大部分の方言では /ʃ/ に変化している）。また、書記体系も初期のコプト文字の表音体系に極めて近い、古い体系を保持している。
他に、リュコポリス方言（Lycopolitan, 別名 Subakhmimic または Assiutic）と呼ばれる方言があり、これはアクミーム方言に非常に近く、両者の違いは専ら書体の違いのみのようである。残された文献の多くは、リュコポリス（Lycopolis. 現・アシュート）で見つかっている。リュコポリス方言を用いて書かれた文献は、ナグ・ハマディ写本など、グノーシス主義やマニ教に関する文書の翻訳に限られている。

### ファイユーム方言
ファイユーム方言（Fayyumic, かつては Bashmuric とも）は、主にナイル渓谷西部の都市ファイユーム (Faiyum) 周辺の方言で、紀元3世紀から10世紀までの間に使用されていたことが確認されている。この方言は、他の方言における /r/（恐らくはじき音の [ɾ]）を表す ⲣ の代わりに、/l/ 音（歯茎側面接近音）を表す ⲗ が表記される点がよく知られている。エジプト語の初期の段階では表記上、流音（/r/ と /l/）の区別はされておらず、区別が生じたのは新エジプト語が行政上の言語になった新王国時代からである。新エジプト語の正書法では /l/ の音価を表すのに、/r/ と /n/ を組み合わせた書記素が考案された。デモティック期のエジプト語で /l/ は、/r/ を表す文字に読み分け符号を加えて表された。
オクシュリュンコス方言（または Mesokemic とも）は、エジプト中部の都市オクシュリュンコス (Oxyrhynchus) およびその周辺の方言で、ファイユーム方言との類似が見られる方言である。紀元4世紀から5世紀の間に書かれた写本が残っている。

## 参考資料

### 概説・概論
- Emmel, Stephen. 1992. "Languages (Coptic)". In The Anchor Bible Dictionary, edited by David Noel Freedman. Vol. 4 of 6 vols. New York: Doubleday. 180–188.
- Gessman, A. M. (1976). “The Birth of the Coptic Script”. University of South Florida Language Quarterly 14 2-3.
- Gignag, Francis Thomas. 1991. "Old Coptic". In The Coptic Encyclopedia, edited by Aziz Suryal Atiya. Vol. 8 of 8 vols. New York and Toronto: Macmillian Publishing Company and Collier Macmillian Canada. 169—188.
- Kasser, Radolphe. 1991. "Dialects". In The Coptic Encyclopedia, edited by Aziz Suryal Atiya. Vol. 8 of 8 vols. New York and Toronto: Macmillian Publishing Company and Collier Macmillian Canada. 87—96.
- Wolfgang Kosack Lehrbuch des Koptischen.Teil I:Koptische Grammatik.Teil II:Koptische Lesestücke, Graz 1974.
- Loprieno, Antonio. 1995. Ancient Egyptian: A Linguistic Introduction. Cambridge: Cambridge University Press.
- Polotsky, Hans Jakob. 1971. "Coptic". In Afroasiatic: A Survey, edited by Carleton Taylor Hodge. (Jana Linguarum: Series Practica; 163). 's Gravenhage and Paris: Mouton. 67–79.

### 文法
- Lambdin, Thomas Oden. 1983. Introduction to Sahidic Coptic. Macon: Mercer University Press.
- Layton, Bentley. 2000. A Coptic Grammar (Sahidic Dialect): With a Chrestomathy and Glossary. (Porta linguarum orientalium; N.S., 20). Wiesbaden: Harrassowitz.
- Mallon, Alexis. 1956. Grammaire copte: bibliographie, chrestomathie et vocabulaire. 4th edition. Beyrouth.
- Mattar, Nabil. 1990. A Study in Bohairic Coptic. Pasadena: Hope Publishing House.
- Polotsky, Hans Jakob. 1987. Grundlagen des koptischen Satzbaus. American Studies in Papyrology 28. Decatur, Ga.: Scholars Press.
- Plumley, J. Martin. 1948. An Introductory Coptic Grammar (Sahidic Dialect). London: Home & van Thal.
- Shisha-Halevy, Ariel. 1988. Coptic Grammatical Chrestomathy: a course for academic and private study. Orientalia lovaniensia analecta 30. Leuven: Peeters.
- Shisha-Halevy, Ariel. 1986. Coptic Grammatical Categories: Structural Studies in the Syntax of Shenoutean Sahidic. Analecta Orientalia 53. Roma: Pontificium Institutum Biblicum. ISBN 88-7653-255-2.
- Till, Walter C. 1994. Koptische Dialektgrammatik. Berlin: Walter De Gruyter.
- Vergote, Jozef. 1973-1983. Grammaire copte. Leuven: Peeters.
- Younan, Sameh. 2005. So, you want to learn Coptic? A guide to Bohairic Grammar. Sydney: St.Mary, St.Bakhomious and St.Shenouda Coptic Orthodox Church.
- 飯田篤. 2006. コプト語文法. 東京:国際語学社 ISBN 978-4877313241

### 辞書
- Černý, Jaroslav. 1976. Coptic Etymological Dictionary. Cambridge and New York: Cambridge University Press.
- Crum, Walter Ewing. 1939. A Coptic Dictionary. Oxford: Clarendon Press.
- Vycichl, Werner. 1983. Dictionnaire étymologique de la langue copte. Leuven: Éditions Peeters.
- Wolfgang Kosack: Lehrbuch des Koptischen.Teil I:Koptische Grammatik.Teil II:Koptische Lesestücke, Graz 1974.
- Wolfgang Kosack: Der koptische Heiligenkalender. Deutsch - Koptisch - Arabisch nach den besten Quellen neu bearbeitet und vollständig herausgegeben mit Index Sanctorum koptischer Heiliger, Index der Namen auf Koptisch, Koptische Patriarchenliste, Geografische Liste. Christoph Brunner, Berlin 2012, ISBN 978-3-9524018-4-2.
- Wolfgang Kosack: Schenute von Atripe De judicio finale. Papyruskodex 63000.IV im Museo Egizio di Torino. Einleitung, Textbearbeitung und Übersetzung herausgegeben von Wolfgang Kosack. Christoph Brunner, Berlin 2013, ISBN 978-3-9524018-5-9.
- Wolfgang Kosack: Koptisches Handlexikon des Bohairischen. Koptisch - Deutsch - Arabisch. Verlag Christoph Brunner, Basel 2013, ISBN 978-3-9524018-9-7.
- Westendorf, Wolfhart. 1965/1977. Koptisches Handwörterbuch. Heidelberg: Carl Winter.

### 音韻論
- Depuydt, Leo. 1993. "On Coptic Sounds." Orientalia 62 (new series): 338–375.
- Loprieno, Antonio. 1997. "Egyptian and Coptic Phonology". In Phonologies of Asia and Africa (Including the Caucasus), edited by Alan S. Kaye. Vol. 1 of 2 vols. Winona Lake: Eisenbrauns. 431–460.
- Peust, Carsten. 1999. Egyptian Phonology: An Introduction to the Phonology of a Dead Language. (Monographien zur ägyptischen Sprache; 2). Göttingen: Peust & Gutschmidt.